# Tom Christiansen
Tom Christiansen (ur. 3 lutego 1956) – norweski skoczek narciarski, reprezentant klubu Årvoll IL. 
W latach 1980–1981 dziesięciokrotnie startował w konkursach Pucharu Świata. Najlepszy wynik – zwycięstwo osiągnął 10 lutego 1980 w Saint-Nizier.

## Puchar Świata

### Miejsca w klasyfikacji generalnej
| Sezon     | Miejsce |
| --------- | ------- |
| 1979/1980 | 27.     |

### Zwycięstwa w konkursach indywidualnych Pucharu Świata chronologicznie
| Lp. | Dzień     | Rok  | Miejscowość  | Punkt K | Skok 1  | Skok 2 | Nota      |
| --- | --------- | ---- | ------------ | ------- | ------- | ------ | --------- |
| 1.  | 10 lutego | 1980 | Saint-Nizier | K-112   | 100,5 m | 96,5 m | 215,0 pkt |

### Miejsca na podium w konkursach indywidualnych Pucharu Świata chronologicznie
| Lp. | Dzień     | Rok  | Miejscowość  | Punkt K | Skok 1  | Skok 2 | Nota      | Lok. | Strata | Zwycięzca |
| --- | --------- | ---- | ------------ | ------- | ------- | ------ | --------- | ---- | ------ | --------- |
| 1.  | 10 lutego | 1980 | Saint-Nizier | K-112   | 100,5 m | 96,5 m | 215,0 pkt | 1.   | –      | –         |

### Miejsca w poszczególnych konkursach indywidualnychPucharu Świata
| Źródło                                                                                | Źródło                 | Źródło                 | Źródło        | Źródło        | Źródło  | Źródło       | Źródło      | Źródło      | Źródło   | Źródło   | Źródło       | Źródło       | Źródło       | Źródło      | Źródło    | Źródło       | Źródło | Źródło | Źródło | Źródło | Źródło  | Źródło  | Źródło              | Źródło              | Źródło | Źródło | Źródło | Źródło | Źródło | Źródło | Źródło | Źródło | Źródło | Źródło | Źródło | Źródło | Źródło | Źródło | Źródło | Źródło | Źródło | Źródło | Źródło | Źródło | Źródło | Źródło | Źródło | Źródło | Źródło |
| ------------------------------------------------------------------------------------- | ---------------------- | ---------------------- | ------------- | ------------- | ------- | ------------ | ----------- | ----------- | -------- | -------- | ------------ | ------------ | ------------ | ----------- | --------- | ------------ | ------ | ------ | ------ | ------ | ------- | ------- | ------------------- | ------------------- | ------ | ------ | ------ | ------ | ------ | ------ | ------ | ------ | ------ | ------ | ------ | ------ | ------ | ------ | ------ | ------ | ------ | ------ | ------ | ------ | ------ | ------ | ------ | ------ | ------ |
| Sezon 1979/1980                                                                       |                        |                        |               |               |         |              |             |             |          |          |              |              |              |             |           |              |        |        |        |        |         |         |                     |                     |        |        |        |        |        |        |        |        |        |        |        |        |        |        |        |        |        |        |        |        |        |        |        |        |        |
| Cortina d'Ampezzo                                                                     | Oberstdorf             | Garmisch-Partenkirchen | Innsbruck     | Bischofshofen | Sapporo | Sapporo      | Thunder Bay | Thunder Bay | Zakopane | Zakopane | Saint-Nizier | Saint-Nizier | Sankt Moritz | Gstaad      | Engelberg | Vikersund    | Lahti  | Lahti  | Falun  | Oslo   | Planica | Planica | Szczyrbskie Jezioro | Szczyrbskie Jezioro | punkty |        |        |        |        |        |        |        |        |        |        |        |        |        |        |        |        |        |        |        |        |        |        |        |        |
| -                                                                                     | -                      | -                      | -             | -             | -       | -            | -           | -           | -        | -        | 6            | 1            | 13           | 14          | 17        | -            | 57     | 60     | 45     | 59     | -       | -       | -                   | -                   | 40     |        |        |        |        |        |        |        |        |        |        |        |        |        |        |        |        |        |        |        |        |        |        |        |        |
| Sezon 1980/1981                                                                       |                        |                        |               |               |         |              |             |             |          |          |              |              |              |             |           |              |        |        |        |        |         |         |                     |                     |        |        |        |        |        |        |        |        |        |        |        |        |        |        |        |        |        |        |        |        |        |        |        |        |        |
| Oberstdorf                                                                            | Garmisch-Partenkirchen | Innsbruck              | Bischofshofen | Harrachov     | Liberec | Sankt Moritz | Gstaad      | Engelberg   | Ironwood | Ironwood | Sapporo      | Sapporo      | Thunder Bay  | Thunder Bay | Chamonix  | Saint-Nizier | Lahti  | Lahti  | Falun  | Oslo   | Bærum   | Planica | Planica             | punkty              | punkty | punkty | punkty | punkty | punkty | punkty | punkty | punkty | punkty | punkty | punkty | punkty | punkty | punkty | punkty | punkty | punkty | punkty |        |        |        |        |        |        |        |
| -                                                                                     | -                      | -                      | -             | -             | -       | -            | -           | -           | -        | -        | -            | -            | -            | -           | -         | -            | -      | -      | -      | 27     | -       | -       | -                   | 0                   | 0      | 0      | 0      | 0      | 0      | 0      | 0      | 0      | 0      | 0      | 0      | 0      | 0      | 0      | 0      | 0      | 0      | 0      |        |        |        |        |        |        |        |
| Legenda                                                                               |                        |                        |               |               |         |              |             |             |          |          |              |              |              |             |           |              |        |        |        |        |         |         |                     |                     |        |        |        |        |        |        |        |        |        |        |        |        |        |        |        |        |        |        |        |        |        |        |        |        |        |
| 1 2 3 4-10 11-15 poniżej 15 - – zawodnik nie wystartował lub zajął miejsce poniżej 15 |                        |                        |               |               |         |              |             |             |          |          |              |              |              |             |           |              |        |        |        |        |         |         |                     |                     |        |        |        |        |        |        |        |        |        |        |        |        |        |        |        |        |        |        |        |        |        |        |        |        |        |

### Turniej Szwajcarski

#### Miejsca w klasyfikacji generalnej
| Sezon | Miejsce |
| ----- | ------- |
| 1980  | 12.     |